# الگین
latitudeالگینlongitudeالگین
الگین (به انگلیسی: Elgin, Moray) یک منطقهٔ مسکونی در اسکاتلند است که در موری واقع شده‌است.

## خصوصیات
الگین ۲۳٬۱۲۸ نفر جمعیت دارد.

## خواهرخوانده
شهر لندشوت خواهرخواندهٔ الگین هست.